# Escudo de Chipre del Norte
El escudo de Chipre del Norte es prácticamente idéntico al de Chipre. En él aparece en un campo de oro, símbolo de los depósitos de mineral de cobre que posee el país, una paloma de plata con una rama de olivo en el pico, el conocido símbolo de la paz. El escudo aparece rodeado por dos ramas de laurel enlazadas.
En el escudo de la República Turca del Norte de Chipre se ha eliminado la fecha de la independencia de Chipre (1960) y se han incorporado en la parte superior del escudo la fecha de la declaración de su propia independencia (1983), un creciente (luna creciente) y una estrella de cinco puntas de gules que son dos símbolos tradicionales del islam.

## Galería de escudos

Escudo de armas del Estado Federado Turco de Chipre (1975-1983)
Escudo de armas del Norte de Chipre (1983-2007)
Escudo de armas del Norte de Chipre (2007-hasta la actualidad)
Escudo de armas del Presidente del Norte de Chipre

- Datos: Q498891
- Multimedia: Symbols of Northern Cyprus / Q498891